# Giles Fox-Strangways (6e comte d'Ilchester)
Giles Stephen Holland Fox-Strangways, 6e comte d'Ilchester (31 mai 1874 - 29 octobre 1959), appelé Lord Stavordale jusqu'en 1905, est un pair britannique et philanthrope.

## Jeunesse et formation
Fox-Strangways est l'aîné de Henry Fox-Strangways (5e comte d'Ilchester), et de Mary Eleanor Anne Dawson, fille de Richard Dawson (1er comte de Dartrey). Il fait ses études au Collège d'Eton et Christ Church, Oxford et est un officier des Coldstream Guards, promu lieutenant le 5 mars 1902.
De 1922 à 1959, Lord Ilchester est administrateur de la National Portrait Gallery (et président de 1941 à 1959) et du British Museum de 1931 à 1959. Il est également membre de la Commission royale d'enquête sur les monuments historiques d'Angleterre de 1939 à 1959 (et président de 1943 à 1959), président de la bibliothèque de Londres de 1940 à 1952, président du Royal Literary Fund de 1941 à 1951, président du Roxburghe Club en 1940 et steward du Jockey Club de 1937 à 1940. Lord Ilchester est nommé membre de l'Ordre de l'Empire britannique en 1950.

## Holland House
La maison londonienne de la famille, Holland House, construite en 1605 est incendiée pendant le Blitz. Le bâtiment est resté une ruine incendiée jusqu'en 1952, quand il vend la maison et cinquante-deux acres au London County Council pour 250 000 £. Le terrain et ses jardins deviennent Holland Park, un espace vert public important à Kensington. Il écrit divers ouvrages sur l'histoire de la maison, dont:
- Fox-Strangways, Giles (6e comte d'Ilchester), The House of the Hollands 1605–1820, Londres, 1937
- Fox-Strangways, Giles (6e comte d'Ilchester), Chronicles of Holland House, 1820–1900, Londres, 1937
- Fox-Strangways, Giles (6e comte d'Ilchester), catalogue de tableaux appartenant au comte d'Ilchester à Holland House, Londres, 1904

## Famille
Lord Ilchester épouse Helen Vane-Tempest-Stewart, fille de Charles Vane-Tempest-Stewart (6e marquis de Londonderry). Le mariage a lieu à l'église St Peter, Eaton Square, Londres, le 25 janvier 1902, et est célébré par l'archevêque d'Armagh (primat de toute l'Irlande). Il est suivi par le duc de Connaught, sa fille Margaret de Connaught et le duc de Cambridge.
Le couple a quatre enfants:
- Mary Theresa Fox-Strangways (1903–1948), épouse John Herbert.
- Edward Henry Charles James Fox-Strangways, 7e comte d'Ilchester (1905–1964)[4]
- John Denzil Fox-Strangways (1908–1961),
- (Mabel) Edith Fox-Strangways (née en 1918), épouse Ivor Guest (2e vicomte Wimborne).

La comtesse d'Ilchester est décédée en janvier 1956, à l'âge de 79 ans. Lord Ilchester lui survit trois ans et est décédé en octobre 1959, à l'âge de 85 ans. Son fils aîné Edward Henry (connu sous le nom de «Harry») lui succède dans le comté.